# Shining Wind
Shining Wind (シャイニング・ウィンド, Shainingu Windo) est un jeu vidéo d'action RPG sorti sur PlayStation 2 en 2007 au Japon. Ce jeu a été développé conjointement par les studios Nex Entertainment et Amusement Vision puis publié par Sega. Il fait partie de la série Shining.